# Verband Österreichischer Film-Autoren

Emblem des Verbandes Österreichischer Film-Autoren

Der Verband Österreichischer Film-Autoren (VÖFA) ist der Zusammenschluss und die Interessenvertretung der österreichischen Film- und Videovereine und ist das einzige österreichische Mitglied beim Weltverband UNICA (Union Internationale du Cinéma).
Ziel des VÖFA ist die Förderung nichtkommerzieller, aktiver und kreativer Arbeit mit den Medien Film/Video. Wissensvermittlung bei Gestaltung und Technik; Information und Einführung in neue Technologien durch Fachexperten. Seine Zielgruppe sind filmisch interessierte Menschen, selbst aktiv oder als Zuschauer (Publikum).

## Aktivitäten
- Patronanz und Vergabe von Wettbewerben als Öffentlichkeits-Forum und Ansporn für innovative Filmgestaltung
- Jährliche Durchführung von 6 Regional- bzw. Landesmeisterschaften für die einzelnen Bundesländer und der Österreichischen Staatsmeisterschaft sowie eines Verbands-Wettbewerbes. Weitere internationale Bewerbe an Veranstaltungsorten in ganz Österreich.
- Auswahl und Betreuung der österreichischen Film- und Videobeiträge bei der UNICA (Wettbewerb der weltweit besten nichtprofessionellen Filme und Videos von über 40 Mitgliedsländern).
- Organisation und Durchführung einer eigenen Juroren-Aus- und Weiterbildung.
- Kontaktpflege zwischen Gleichgesinnten im In- und Ausland, kultureller Austausch mit Nachbarregionen.
- Rahmenvertrag mit der AUSTRO-MECHANA und Musikverlagen bezüglich der Musikrechte für VÖFA-Mitglieder.
- Führung eines VÖFA-Archivs und eines Filmdienstes zur Bereitstellung von wertvollem Film+Video – Anschauungsmaterial.
- Herausgabe eines international gültigen, mehrsprachigen Filmerausweises.
- Herausgabe der Zeitschrift “Filmpresse” an alle Mitglieder österreichweit.
- Zusammenarbeit mit örtlichen Kultureinrichtungen aller Art.